# Staatliche Vogelschutzwarte Garmisch-Partenkirchen
Die Staatliche Vogelschutzwarte Garmisch-Partenkirchen ist eine Vogelwarte, die dem Bayerischen Landesamt für Umwelt in Augsburg angegliedert ist und dort als Referat 55 „Staatliche Vogelschutzwarte und Säugetierschutz“ in der Abteilung 5 „Naturschutz, Landschaftspflege, Bayerisches Artenschutzzentrum“ geführt wird. Die Dienststelle befindet sich am Südhang des Wank in der bayerischen Gemeinde Garmisch-Partenkirchen. Bernd-Ulrich Rudolph obliegt die Leitung der Dienststelle, die Vertretung übernimmt Margarete Siering.
Zentrale Aufgaben der Vogelschutzwarte sind die Erforschung des Vogelschutzes und das Sammeln von Erkenntnissen auf dem Gebiet der Vogelkunde. Zu diesem Zweck wird unter anderem eine systematische Erfassung und Beobachtung verschiedener Vogelarten betrieben (so genanntes Vogelmonitoring).